# Zodiac (film)
Zodiac este un film american de mister regizat de David Fincher și bazat pe cartea non-ficțională a lui Robert Graysmith, care poartă același nume. În filmul produs în comun de Paramount Pictures și Warner Bros. apar în rolurile principale: Jake Gyllenhaal, Mark Ruffalo, Robert Downey, Jr. și Chloë Sevigny. Zodiac spune povestea vânătorii unui criminal în serie cunoscut sub numele notoriu de „Zodiac”, care a ucis în Regiunea Golfului San Francisco în cursul anilor 1960 și începutul anilor 1970, lăsând mai multe victime în urma lui și ironizând poliția cu scrisori și cifruri trimise prin poștă ziarelor. Cazul rămâne cu unele dintre cele mai infame crime nerezolvate din San Francisco.
Fincher, scenaristul James Vanderbilt și producătorul Brad Fischer au petrecut 18 luni desfășurând propria investigație și cercetare în crimele Zodiac. În timpul filmărilor, Fincher a folosit camera digitală Thomson Viper Filmstream pentru a filma filmul. Contrar credinței populare, Zodiac nu a fost filmat în întregime digital; camerele tradiționale pentru film de mare viteză au fost utilizate pentru secvențele de crimă în slow-motion.

## Distribuție
- Jake Gyllenhaal este Robert Graysmith
- Mark Ruffalo este SFPD Inspector David Toschi
- Robert Downey, Jr. este Paul Avery
- Anthony Edwards este SFPD Inspector William Armstrong
- Brian Cox este Melvin Belli
- John Carroll Lynch este Arthur Leigh Allen
- Richmond Arquette este Zodiac 1/Zodiac 2
- Bob Stephenson este Zodiac 3
- John Lacy este Zodiac 4
- Ed Setrakian este Al Hyman
- Chloë Sevigny este Melanie Graysmith
- Elias Koteas este Sgt. Jack Mulanax
- Dermot Mulroney este Captain Marty Lee
- Donal Logue este Ken Narlow
- Candy Clark este Carol Fisher
- John Getz este Templeton Peck
- John Terry este Charles Thieriot
- Philip Baker Hall este Sherwood Morrill
- Adam Goldberg este Duffy Jennings
- Zach Grenier este Mel Nicolai
- Ciara Hughes este Darlene Ferrin
- Lee Norris este Young Michael Mageau
- Jimmi Simpson este Michael Mageau
- Pell James este Cecelia Shepard
- Patrick Scott Lewis este Bryan Hartnell
- James LeGros este Officer George Bawart
- Charles Fleischer este Bob Vaughn
- Clea DuVall este Linda del Buono
- June Diane Raphael este Mrs.Toschi
- Paul Schulze este Sandy Panzarella
- Joel Bissonnette este Inspector Kracke
- Tom Verica este Jim Dunbar
- John Hemphill este Donald Cheney
- James Carraway este Shorty
- Matt Winston este John Allen
- Jules Bruff este Catherine Allen
- John Ennis este Terry Pascoe